# Valérie Deloge
Valérie Deloge (nascida a 9 de Maio de 1966) é uma agricultora francesa e política do Reagrupamento Nacional que foi eleita membro do Parlamento Europeu em 2024. Tem servido no Conselho Regional de Bourgogne-Franche-Comté desde 2021 e foi candidata pelo 4.º círculo eleitoral de Saône-et-Loire nas eleições legislativas de 2022.